# Joanna Heights
Joanna Heights est une communauté non constituée des États-Unis située dans le sud du comté de Berks, en Pennsylvanie.
Il est situé près de la ville de Joanna, dans le canton de Robeson. Le village relève du Twin Valley School District.